# 格雷索

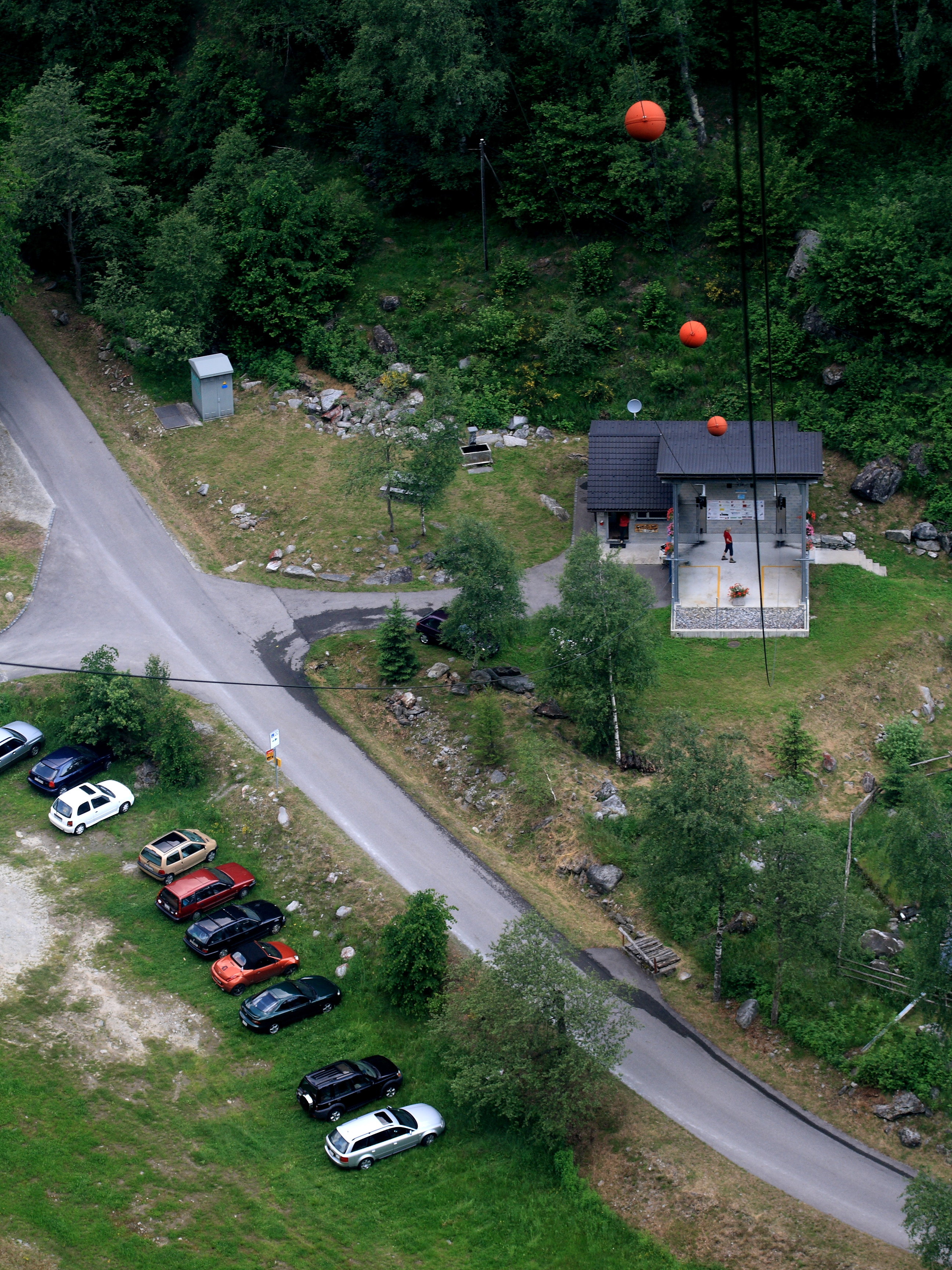

格雷索是瑞士的城鎮，位於該國南部，由提契諾州負責管轄，面積11.08平方公里，海拔高度996米，2011年人口34，九成人口信奉羅馬天主教，人口密度每平方公里3人。